# Betri Banki
Betri Banki P/F („Betri Bank AG“) oder kurz Betri (Färöisch für „besser“) ist die älteste und größte Bank der Färöer. 
Sie wurde am 24. August 1832 als Sparkasse unter dem dänischen Namen Færø Amts Sparekasse gegründet. 1963–2006 hieß sie Føroya Sparikassi („Sparkasse der Färöer“) und anschließend bis 2017 Eik Banki (Färöisch für „Eiche“). Die dänische Tochter Eik Bank Danmark A/S, kurz Eik.dk gehört seit dem 29. Mai 2007 zu den 15 größten Banken Dänemarks.

Ehemaliges Logo als Eik Banki

## Geschichte

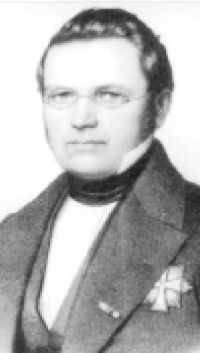
Amtmann Friedrich Ferdinand Tillisch, Gründer der ersten färöischen Bank.

Gegründet wurde die färöische Sparkasse vom dänischen Gouverneur der Färöer Fritz Tillisch als erstes Geldinstitut der Inseln. 1831 schrieb er einen Brief an die Kanzlei in Kopenhagen, mit der Bitte, eine Sparkasse gründen zu dürfen. Da die Postverbindung damals sehr schlecht war, kam das Antwortschreiben erst im Sommer 1832, in dem die Kanzlei dem Vorhaben zustimmte. Es kam Tillisch zugute, dass der Chef der Kanzlei sein Onkel mütterlicherseits war.
Die Sparkasse der Färöer sollte 74 Jahre lang die einzige Bank auf den Färöern sein, bis 1906 die Føroya Banki gegründet wurde. Die ersten Jahre war die Sparkasse im Büro des Gouverneurs untergebracht und später in der Landesbibliothek der Färöer.
Erst im Januar 1905 bekam die Sparkasse ihr eigenes Gebäude im Herzen von Tórshavn in der Sverrisgøta. Das Steingebäude kostete damals 20.978,59 Kronen. 
Erst 1956 eröffnete eine Filiale in Vestmanna, 1969 in Runavík, 1970 in Gøta, Skáli, Fuglafjørður, Strendur, Miðvágur und Sørvágur, 1971 in Kollafjørður, Eiði, Skopun, Sandur, Skálavík, Tvøroyri und Hvalba, 1973 in Norðskáli, 1980 in Húsavík, 1981 zwei weitere Filialen in Tórshavn und 2006 schließlich in Klaksvík. Letzteres war in Konkurrenz zur Norðoya Sparikassi, der Sparkasse auf den Nordinseln der Färöer.
1965 wurde das Tochterunternehmen P/F Elektron gegründet, dass sich um die EDV der Bank kümmern sollte.
Am 19. Dezember 2006 wurde die Sparkasse der Färöer in Eik umbenannt. Die Eiche war bereits seit 1957 das Logo der Sparkasse (wie aller Sparkassen im Königreich Dänemark), aber der Name „Føroya Sparikassi“ soll im internationalen Verkehr zu kompliziert gewesen sein. Also benannte man die Bank nach ihrem Logo, der Eiche. Am 21. März 2017 erfolgte die Umbenennung in Betri.

### Expansion nach Dänemark
Im Januar 2001 eröffnete die Repräsentation der Kaupthing Bank in Kopenhagen. 75 % davon gehörten Kaupthing selbst, und 25 % der damaligen Føroya Sparikassi. Am 1. Januar 2005 wurde die Kaupthing-Tochter zu 100 % von Føroya Sparikassi übernommen und erhielt den dänischen Namen Eik Bank Danmark A/S. Seit dem Mai 2005 hat die Bank ihren Sitz in der Nørre Farimagsgade 15.
Am 29. Mai 2007 wurde bekannt, dass Eik die größte dänische Internetbank Skandiabanken vom schwedischen Multi Skandia abgekauft hat. Damit wurde Eik mit einem Schlag eine der größten Banken Dänemarks und stieg dort erstmals in das Geschäft mit Privatkunden ein.
Am 11. Juli 2007 erfolgte der Börsengang in Reykjavík und Kopenhagen.